# Лидер, Евграф Эдуардович
Евграф Эдуардович Лидер (2 февраля 1880, Санкт-Петербург — 1954, Москва) — российский инженер-технолог, специалист в области коксования углей.

## Биография
Родился в семье биржевого маклера, его дед был выходцем из Саксонии. Окончил Санкт-Петербургский горный институт (1904) по специальности «горный инженер».
В 1904—1905 гг. преподавал в горном училище в Лисичанске, в 1905—1906 гг. заведовал горными работами на Ирминском руднике. В 1906—1908 гг. управляющий Тошковского каменноугольного рудника, в 1908—1914 гг. управляющий акционерным обществом «Каменный уголь и железная руда» в Лоскутовке. В 1914—1919 гг. возглавлял в Санкт-Петербурге объединённое техническое управление новосозданных акционерных обществ «Русско-краска» и «Коксобензол».
В 1920 г. поступил в распоряжение Л. Я. Карпова и был направлен от Высшего совета народного хозяйства на Украину для организации коксохимической промышленности. В 1922—1928 гг. технический руководитель и заместитель председателя Правления Государственного паевого товарищества «Коксобензол» в Харькове.
В 1928—1930 гг. руководитель проектного управления Химстроя в Москве. Был арестован, но в 1931 году освобождён и направлен на Урал, где в 1931—1932 гг. работал в управлении «Востококс» в Свердловске. В 1932 году руководил пуском коксовых печей на Кузнецком комбинате. В 1934 - 1937 гг. работал в институте удобрений и инсектофунгицидов. В 1932—1937 гг. главный инженер по коксовым печам в структурах Наркомата тяжёлой промышленности.
С 1938 г. по состоянию здоровья перешёл на педагогическую работу на кафедре пирогенных процессов Московского химико-технологического института, с 1939 г. профессор. В 1941—1943 гг. в эвакуации в Сызрани, где работал в тресте «Сланцепроект», затем снова в МХТИ. С 1949 г. исполняющий обязанности заведующего кафедрой пирогенных процессов, в 1952—1954 гг. заведующий кафедрой.

## Список трудов
1) Лидер Е. Э., Фокин Л. Ф. Способ и устройство для получения аммиачного газа высокой концентрации непосредственно из сырой аммиачной воды. — 1927 г.
2) Лидер Е. Э., Фокин Л. Ф. Аппарат для производства углекислого аммония. — 1928 г.
3) Лидер Е. Э., Фокин Л. Ф. Способ и устройство для получения углекислого аммония. — 1929 г.
4) Лидер Е. Э., Фокин Л. Ф. Способ получения ароматических нитросоединений. — 1929 г.
5) Лидер Е. Э., Рыбкин Ф. Ф., Фомин Л. Ф. Способ получения динитрофенола. — 1929 г.
6) Лидер Е. Э., Маляревский В. И., Фокин П. Ф. Способ и устройство для непрерывного получения ароматических нитросоединений. — 1930 г.
7) Лидер Е. Э., Фокин Л. Ф. Способ получения азотнокислого аммония. — 1930 г.
8) Лидер Е. Э., Фокин Л. Ф. Видоизменение способа получения аммиачного газа высокой концентрации из аммиачной воды, охарактеризованного в патенте№ 3856. — 1931 г.
9) Коробчанский И. Е., Лидер Е. Э. Устройство для получения аммиачной селитры. — 1931 г.
10) Безрадецкий Г. Н., Лидер Е. Э. Печь для коксования пека, тяжелых масел, битуминозных топлив и т. п. — 1949 г.
11) Дворин С. С. и др. Непрерывный способ коксования углей в кольцевых печах с вращающимся подом. — 1959 г.